# Chirodactylus grandis
Chirodactylus grandis — вид окунеподібних риб родини Джакасові (Cheilodactylidae). Це морський, демерсальний, субтропічний вид, що мешкає біля берегів Південної Африки від Намібії до Мозамбіку. Зустрічається на коралових рифах та скелястому дні на глибині до 150 м. Тіло завдовжки до 180 см. Живиться дрібними безхребетними, інколи може поїдати кальмари та дрібну рибу.